# Tajmen sibiřský
Tajmen sibiřský, též hlavatka sibiřská nebo pouze tajmen (Hucho taimen), je největší lososovitá ryba světa, dorůstající délky až 200 cm a hmotnosti přes 80 kg. Vyskytuje se v řekách Mongolska a Sibiře, např. v Selenze, Ononu, Angaře a Leně.

## Popis
Vzhledem i způsobem života se tajmen podobá blízce příbuzné hlavatce obecné, je však tmavší a má větší hlavu. Zbarvení je červenohnědé až šedé, s kovovým leskem a zdobené četnými skvrnami, ploutve mají načervenalou barvu. Je to dravec, živící se menšími rybami, ale také vodními ptáky, savci a obojživelníky. Tajmen je stálá, výrazně teritoriální ryba, hájící si svůj revír. Tře se na jaře, v dubnu až červnu, na štěrkovém dně. Ryby před třením vytloukají do dna miskovité prohlubně, kam uloží oplodněné jikry a překryjí je štěrkem.
Pro svou velikost a sílu je tajmen vyhledávanou trofejní rybou. Sportovní rybáři ho chytají většinou přívlačí na umělé nástrahy (třpytky, woblery) nebo mrtvé rybky. Hlavní sezóna lovu připadá na podzim. Vzrůstové možnosti tajmena jsou mimořádné, běžně dorůstá délky přes 120 cm a hmotnosti 40 kg, výjimečně i přes 200 cm a 80 kg. Největší tajmen, chycený roku 1943, vážil 105 kg a měřil 210 cm.